# Екорегіони Індії
Через свій розмір і діапазон широт, рельєф і клімат, в Індії спостерігається велика різноманітність екорегіонів, починаючи від снігів і льодів до вологого тропічного лісу.
Гімалаї на півночі Індії є межею між великими екозонами — Палеарктикою, яка охоплює велику частину помірних і арктичних широт Євразії, і Індомалаєю, яка охоплює велику частину індійського субконтиненту і поширюється на Індокитай, СундалТа (Малайзія і західну Індонезію) і Філіппіни.

## Список екорегіонів Індії
| Екозона            | Біом                                             | Екорегіон                                                   | Штат                                                                                          |
| Індомалайська зона | Вологі тропічні ліси                             | Дощові ліси Андаманських островів                           | Андаманські і Нікобарські острови                                                             |
| Індомалайська зона | Вологі тропічні ліси                             | Напіввічнозелені ліси долини Брахмапутри                    | Аруначал-Прадеш, Ассам, Мегхалая, Нагаленд                                                    |
| Індомалайська зона | Вологі тропічні ліси                             | Вологі тропічні ліси Східного Нагірья                       | Андхра-Прадеш, Джаркханд, Західна Бенгалія, Мадх'я-Прадеш, Махараштра, Орісса, Чхаттісгарх    |
| Індомалайська зона | Вологі тропічні ліси                             | Гімалайські субтропічні широколисті ліси                    | Біхар, Сіккім, Уттар-Прадеш, Західна Бенгалія                                                 |
| Індомалайська зона | Вологі тропічні ліси                             | Вологі тропічні ліси долини нижнього Гангу                  | Ассам, Біхар, Джаркханд, Мадх'я-Прадеш, Орісса, Трипура, Уттар-Прадеш, Західна Бенгалія       |
| Індомалайська зона | Вологі тропічні ліси                             | Вологі ліси Малабарського берега                            | Гоа, Карнатака, Керала, Махараштра, Тамілнад                                                  |
| Індомалайська зона | Вологі тропічні ліси                             | Вологі тропічні ліси Мальдив, Лакшадвіпу і архіпелагу Чагос | Лакшадвіп                                                                                     |
| Індомалайська зона | Вологі тропічні ліси                             | Мегхалайські субтропічні ліси                               | Ассам, Мегхалая, Нагаленд                                                                     |
| Індомалайська зона | Вологі тропічні ліси                             | Дощові ліси Мізорама-Маніпура-Качина                        | Ассам , Маніпур, Мізорам , Нагаленд, Трипура                                                  |
| Індомалайська зона | Вологі тропічні ліси                             | Дощові ліси Нікобарських островів                           | Андаманські і Нікобарські острови                                                             |
| Індомалайська зона | Вологі тропічні ліси                             | Вологі широколистяні ліси півночі Західних Гхат             | Даман і Діу, Дадра і Нагар-Хавелі, Гоа, Гуджарат, Карнатака, Махараштра                       |
| Індомалайська зона | Вологі тропічні ліси                             | Горные дождевые ліси севера Западных Гхат                   | Гоа, Гуджарат, Гоа, Карнатака, Махараштра                                                     |
| Індомалайська зона | Вологі тропічні ліси                             | Орісські напіввічнозелені ліси                              | Андхра-Прадеш, Орісса                                                                         |
| Індомалайська зона | Вологі тропічні ліси                             | Вологі широколистяні ліси півдня Західних Гхат              | Карнатака, Керала, Тамілнад                                                                   |
| Індомалайська зона | Вологі тропічні ліси                             | Гірські дощові ліси півдня Західних Гхат                    | Карнатака, Керала, Тамілнад, Карнатака, Махараштра                                            |
| Індомалайська зона | Вологі тропічні ліси                             | Сундарбанські прісноводні заболочені ліси                   | Західна Бенгалія                                                                              |
| Індомалайська зона | Вологі тропічні ліси                             | Вологі листяні ліси долини верхнього Гангу                  | Біхар, Делі, Хар'яна, Хімачал-Прадеш, Мадх'я-Прадеш, Раджастхан, Уттар-Прадеш, Уттаракханд    |
| Індомалайська зона | Тропічні і субтропічні сухі широколистяні ліси   | Сухі листопадні ліси Центрального Декана                    | Андхра-Прадеш, Чхаттісгарх, Карнатака, Мадх'я-Прадеш, Махараштра                              |
| Індомалайська зона | Тропічні і субтропічні сухі широколистяні ліси   | Сухі листяні ліси плато Нагпур                              | Біхар, Чхаттісгарх, Джаркханд, Мадх'я-Прадеш, Орісса, Уттар-Прадеш, Західна Бенгалія          |
| Індомалайська зона | Тропічні і субтропічні сухі широколистяні ліси   | Сухі вічнозелені ліси сходу плоскогір'я Декан               | Андхра-Прадеш, Пудучеррі, Тамілнад                                                            |
| Індомалайська зона | Тропічні і субтропічні сухі широколистяні ліси   | Катхіявар-Гірські сухі листяні ліси                         | Даман і Діу, Гуджарат, Хар'яна, Мадх'я-Прадеш, Махараштра, Раджастхан, Уттар-Прадеш,          |
| Індомалайська зона | Тропічні і субтропічні сухі широколистяні ліси   | Сухі листяні ліси долини Нармаду                            | Чхаттісгарх, Гуджарат, Карнатака, Мадх'я-Прадеш, Махараштра, Уттар-Прадеш                     |
| Індомалайська зона | Тропічні і субтропічні сухі широколистяні ліси   | Північні сухі листяні ліси                                  | Чхаттісгарх, Орісса                                                                           |
| Індомалайська зона | Тропічні і субтропічні сухі широколистяні ліси   | Сухі листопадні ліси Південного Декану                      | Карнатака, Тамілнад                                                                           |
| Індомалайська зона | Тропічні і субтропічні хвойні ліси               | Гімалайські субтропічні соснові ліси                        | Хімачал-Прадеш, Джамму і Кашмір, Пенджаб, Сіккім, Уттар-Прадеш, Уттаракханд, Західна Бенгалія |
| Індомалайська зона | Тропічні і субтропічні хвойні ліси               | Соснові ліси північної Індії і М'янми                       | Маніпур, Нагаленд                                                                             |
| Індомалайська зона | Помірні широколистяні і мішані ліси              | Східногімалайські широколистяні ліси                        | Аруначал-Прадеш, Ассам, Нагаленд, Сіккім, Західна Бенгалія, Хімачал-Прадеш                    |
| Індомалайська зона | Помірні широколистяні і мішані ліси              | Західногімалайські широколистяні ліси                       | Джамму і Кашмір, Пенджаб, Уттаракханд                                                         |
| Індомалайська зона | Помірні хвойні ліси                              | Східногімалайські субальпійські хвойні ліси                 | Аруначал-Прадеш, Сіккім, Західна Бенгалія                                                     |
| Індомалайська зона | Помірні хвойні ліси                              | Західногімалайські субальпійські хвойні ліси                | Хімачал-Прадеш, Джамму і Кашмір, Уттаракханд                                                  |
| Індомалайська зона | Тропічні і субтропічні луки, саванни і чагарники | Саванни і луки Тераї-Дуару                                  | Ассам, Біхар, Уттар-Прадеш, Уттаракханд, Західна Бенгалія                                     |
| Індомалайська зона | Затоплені луки і саванни                         | Сезонні солоні болота Великого Качського Ранну              | Гуджарат                                                                                      |
| Індомалайська зона | Пустелі і посухостійкі чагарники                 | Колючі лісові хащі плоскогір'я Декан                        | Андхра-Прадеш, Карнатака, Мадх'я-Прадеш, Махараштра, Тамілнад                                 |
| Індомалайська зона | Пустелі і посухостійкі чагарники                 | Північнозахідні колючі лісові хащі                          | Чандігарх, Делі,\| Гуджарат, Хар'яна, Хімачал-Прадеш, Джамму і Кашмір, Пенджаб, Раджастхан    |
| Індомалайська зона | Пустелі і посухостійкі чагарники                 | Пустеля Тар                                                 | Гуджарат, Хар'яна, Раджастхан                                                                 |
| Індомалайська зона | Мангри                                           | Мангрові ліси Годаварі-Крішна                               | Андхра-Прадеш, Орісса, Тамілнад                                                               |
| Індомалайська зона | Мангри                                           | Мангрові ліси Інду і Аравійського моря                      | Даман і Діу, Гуджарат, Махараштра                                                             |
| Індомалайська зона | Мангри                                           | Сундарбанські мангри                                        | Західна Бенгалія                                                                              |
| Палеарктика        | Помірні хвойні ліси                              | Північносхідні гімалайські субальпійські хвойні ліси        | Аруначал-Прадеш                                                                               |
| Палеарктика        | Гірські луки і чагарники                         | Альпійські степи центрального Тибетського нагір'я           | Джамму і Кашмір                                                                               |
| Палеарктика        | Гірські луки і чагарники                         | Східногімалайські альпійські луки і чагарники               | Аруначал-Прадеш, Сіккім                                                                       |
| Палеарктика        | Гірські луки і чагарники                         | Альпійські степи Каракоруму і західного Тибетського нагір'я | Джамму і Кашмір                                                                               |
| Палеарктика        | Гірські луки і чагарники                         | Північнозахідні гімалайські альпійські чагарники і луки     | Хімачал-Прадеш, Джамму і Кашмір                                                               |
| Палеарктика        | Гірські луки і чагарники                         | Західногімалайські альпійські чагарники та луки             | Хімачал-Прадеш, Уттаракханд                                                                   |

## Ресурси Інтернету
- ECOZONES OF INDIA [Архівовано 3 серпня 2009 у Wayback Machine.] (англ.)
- An article about India's biodiversity (англ.)
- Seasons, Climate, Global Warming in India — Reference Links Students Project [Архівовано 27 грудня 2018 у Wayback Machine.] (англ.)